# 大河報
《大河報》是立足于中國河南郑州的一份綜合性都市生活日報，于1995年8月1日创刊，隸屬於河南日报报业集团，覆蓋河南省及周边省市约1.3亿人口，该报以“采缤纷天下事，入寻常百姓家”为定位，以「关切民生、倡导时尚、贴近生活、服务大众」为办报宗旨。是河南省最具代表性的媒体之一。

## 历史

### 办报背景
20世纪90年代中期,随着中国经济的发展，城市规模不断扩大，政治环境变得相对宽松，为大众传媒提供了有利条件。中国市场经济体制确立后，国内报业间开始竞争。当时在河南，《郑州晚报》凭借其活泼亲切的內容形式受到民众欢迎。而《河南日报》的经济效益远远落后于《郑州晚报》。在这种情况下，河南日报社决定创办一份晚报去抢占市场。这样，《大河报》的前身《大河文化报》便诞生了。

### 历史沿革
- 1995年8月1日，《大河文化報》出版發行。
- 1997年10月1日，《大河文化报》更名为《大河报》。
- 2002年4月，《大河报》与《城市早报》进行整合；7月1日起《城市早报》变为《大河报·郑州地区版》。
- 2019年12月31日，大河報旗下的豫直播更名為豫视频。豫视频是一個短视频资讯平台。[4]

## 报纸特点

### 办报初期
该报办报初期新闻内容直指社会阴暗面，针砭时弊，为中国大陆老百姓的疾苦旗鼓呐喊。当时他们的目标有如下几点：
1. 关注民生民情，突出平民意识；
2. 开展批评报道，加强舆论监督；
3. 依靠读者办报，吸引读者参与；
4. 讲求贴近性，强调可读性；
5. 丰富版面品种，追求清新、简洁的版式风格。

### 千禧年后
随着2000年前后中国政治环境的微妙变化，大河报的方向也隨之有所改變。
1. 强化正面报道，弱化舆论监督；
2. 参与经济生活，加强财经报道；
3. 开辟文化含量高的栏目，提高报纸文化品位；
4. 强化生活服务性专刊，增强报纸服务功能；

## 事件

### 副总编遭到撤职
2001年2月28日，该报以“靓女包围医改会”为题，披露了在郑州召开的“全国医疗保险工作会议”实际上是金钱、权利和色情共冶一爐。同年該報的“周口外商哭诉河南投资环境”的新聞，報導了外商对当地投资环境混乱、官员腐败問題的痛恨。這些報導激怒惹恼了部分河南地方官员，《大河報》的副總編，有报业“狂人”之稱的馬雲龍遭撤職，總編輯馬國強被通報批評，報社的全體編輯人员重新接受“馬克思主義新聞觀”教育。

## 评价和影响
- 2004年6月2日，《大河报》名列“国内都市类报纸竞争力20强”第10名[1]。
- 2007年4月，中国出版总署和中国记协对全国36家都市报从印刷质量、版面设计、广告质量、版面内容、文字编校五个方面进行综合评定，《大河报》获得1个第3名、2个第5名、1个第6名、1个第14名，综合排名居前[8]。
- 2008年世界日报发行量前100名排行榜，《大河报》排名全世界第67位，但比2007年下降4个名次[9]。
- 2016年“全国都市报三十强”第7名[10]。

## 參见
- 河南商报
- 東方今報